# Србија на Медитеранским играма 2022.
Србија учествује на 19. Медитеранским играма 2022 које се одржавају у Орану, Алжир, од 25. до 6. јула.
На Медитеранске игре у Орану 2022. путује делегација Србије од 244 чланова, од чега 151 спортиста.

## Учесници по спортовима
| Бр. | Спорт         | Мушкарци | Жене | Укупно |
| --- | ------------- | -------- | ---- | ------ |
| 1.  | Атлетика      | 4        | 5    | 9      |
| 2.  | Бадминтон     | 0        | 2    | 2      |
| 3.  | Баскет 3 на 3 | 4        | 4    | 8      |
| 4.  | Бициклизам    | 4        | 0    | 4      |
| 5.  | Бокс          | 5        | 1    | 6      |
| 6.  | Боћање        | 1        | 1    | 2      |
| 7.  | Ватерполо     | 13       | 0    | 13     |
| 8.  | Гимнастика    | 2        | 0    | 2      |
| 9.  | Дизање тегова | 1        | 1    | 2      |
| 10. | Једрење       | 1        | 1    | 2      |
| 11. | Карате        | 4        | 3    | 7      |
| 12. | Мачевање      | 1        | 1    | 2      |
| 13. | Одбојка       | 12       | 12   | 24     |
| 14. | Пливање       | 3        | 1    | 4      |
| 15. | Рвање         | 4        | 1    | 5      |
| 16. | Рукомет       | 16       | 16   | 32     |
| 17. | Стони тенис   | 3        | 3    | 6      |
| 18. | Стреличарство | 1        | 1    | 2      |
| 19. | Стрељаштво    | 3        | 3    | 6      |
| 20. | Теквондо      | 2        | 4    | 6      |
| 21. | Џудо          | 3        | 4    | 7      |
|     | Укупно (21)   | 87       | 64   | 151    |

## Освајачи медаља
| Медаља | Спортиста | Спорт | Дисциплина |
| ------ | --------- | ----- | ---------- |

## Атлетика

### Мушкарци
- Елзан Бибић, 1500 м
- Лазар Анић, скок у даљ
- Асмир Колашинац, бацање кугле
- Армин Синанчевић, бацање кугле

### Жене
- Ивана Илић, 100 м, 200 м
- Тамара Милутиновић, 200 м
- Ања Лукић, 100 м препоне
- Милица Гардашевић, скок у даљ
- Адриана Вилагош, бацање копља

## Бадминтон

### Жене
- Сара Лончар, појединачно
- Марија Судимац, појединачно

## Баскет 3 на 3

### Мушкарци
Тим
- Милош Антић
- Лазар Димовски
- Димитрије Ђорђевић
- Марко Поповић
- Немања Станковић
- Никола Ковачевић
- Стефан Момиров

### Жене
Тим
- Тијана Јелић
- Минела Меховић
- Лена Радуловић
- Нина Тешић
- Ивана Цураковић

## Бициклизам

### Мушкарци
- Ђорђе Ђурић
- Огњен Илић
- Душан Рајовић
- Вељко Стојнић

## Бокс

### Мушкарци
- Омер Аметовић, до 52 кг
- Назиф Сејди, до 60 кг
- Семиз Аличић, до 63 кг
- Алмир Мемић, до 75 кг
- Владимир Мирончиков, до 81 кг

### Жене
- Николина Гајић, до 66 кг

## Боћање

### Мушкарци
- Дејан Ковачевић, прецизно избијање

### Жене
- Милица Поповић, прецизно избијање

## Ватерполо

### Мушкарци
Тим
| - Петар Пајковић - Радослав Виријевић - Вељко Томић - Богдан Брешћански - Богдан Гавриловић - Петар Мушикић - Зоран Божовић - Митар Мараш | - Лука Гавриловић - Петар Станић - Андрија Јауковић - Никола Радуловић - Виктор Урошевић - Михајло Павловић - Вељко Фуштић - Михајло Јаношевић | - Зоран Познановић - Срђан Бауцал - Марко Димитријевић - Александар Ковачевић - Никола Којић - Вук Анђелић - Василије Мартиновић |

## Гимнастика

### Мушкарци
- Петар Вефић, вишебој
- Иван Дејановић, вратило

## Дизање тегова

### Мушкарци
- Стеван Владисављев, до 61 кг

### Жене
- Соња Бијелић, до 71 кг

## Једрење

### Мушкарци
- Никола Бањац, ласер стандард (ILCA 7)

### Жене
- Кристина Боја, ласер радијал (ILCA 6)

## Карате

### Мушкарци
- Стефан Јоксић, до 67 кг
- Ђорђе Салапура, до 75 кг
- Владимир Брежанчић, до 84 кг
- Ђорђе Тешановић, преко 84 кг

### Жене
- Тамара Живковић, до 61 кг
- Марина Радичевић, до 68 кг
- Ивана Перовић, преко 68 кг

## Мачевање

### Мушкарци
- Вељко Ћук, флорет

### Жене
- Јана Гријак, мач

## Одбојка

### Мушкарци
Тим
| - Вук Тодоровић - Алекса Батак - Андреј Поломац - Божидар Вучићевић - Никола Мељанац - Душан Николић | - Стефан Негић - Вукашин Ристић - Урош Николић - Андреј Рудић - Владимир Гајовић - Александар Стефановић | - Лазар Мариновић - Лука Тадић - Стефан Скакић - Давиде Ковач - Лазар Бајандић |

### Жене
Тим
| - Рада Перовић - Андреа Тишма - Нина Мандовић - Тијана Врцељ - Вања Савић - Тара Таубнер | - Анђелка Новосел - Бојана Гочанин - Стефана Пакић - Миња Осмајић - Валерија Савићевић - Ана Малешевић | - Хена Куртагић - Јована Цветковић - Дуња Грабић - Исидора Коцкаревић - Вања Ивановић - Бранка Тица |

## Пливање

### Мушкарци
- Ђурђе Матић, 50 м делфин, 100 м делфин
- Никола Аћин, 4x100 м слободно штафета, 50 м слободно, 100 м слободно, 100 м леђно
- Урош Николић, 4x100 м слободно штафета, 50 м слободно, 100 м слободно

### Жене
- Нина Станисављевић, 50 м слободно, 100 м слободно, 50 м леђно, 50 м делфин

## Рвање

### Мушкарци
- Стеван Мићић, слободни стил до 65 кг
- Хетик Цаболов, слободни стил до 74 кг
- Нурасулов Магомедгаџи, слободни стил до 125 кг
- Али Арсалан, грчко-римски стил до 77 кг
- Бранко Ковачевић, грчко-римски стил до 77 кг
- Виктор Немеш, грчко-римски стил до 77 кг
- Жарко Дицков, грчко-римски стил до 87 кг

### Жене
- Ана Фабијан, до 62 кг

## Рукомет

### Мушкарци
Тим
| - Тодор Јандрић - Милан Бомаштар - Андреј Трнавац - Младен Шотић - Милош Грозданић - Иван Поповић - Немања Ратковић | - Урош Павловић - Вук Миленковић - Вукашин Воркапић - Урош Којадиновић - Урош Борзаш - Стефан Петрић - Марко Милосављевић | - Вељко Поповић - Марко Вигњевић - Душан Касаловић - Милан Милић - Јовица Николић - Милан Голубовић |

### Жене
Тим
| - Јелена Ђурашиновић - Марија Симић - Јована Васиљковић - Исидора Богуновић - Наташа Ћетковић - Тамара Воштић - Јелена Агбаба | - Катарина Бојичић - Едита Нуковић - Срна Сукур - Дуња Радевић - Јована Јововић - Александра Вукајловић - Теодора Мајкић | - Уна Обреновић - Марија Јовановић - Теодора Величковић - Лана Мијаиловић - Хелена Инђић - Ана Томковић - Дуња Табак |

## Стони тенис

### Мушкарци
- Марко Јевтовић, појединачно, екипно
- Димитрије Левајац, појединачно, екипно
- Жолт Пете, појединачно, екипно
- Алекса Гацев, екипно

### Жене
- Тијана Јокић, екипно
- Изабела Лупулеску, појединачно, екипно
- Сабина Шурјан, појединачно, екипно

## Стреличарство

### Мушкарци
- Михајло Стефановић, појединачно 70 м, мешовито

### Жене
- Ања Бркић, појединачно 70 м, мешовито

## Стрељаштво

### Мушкарци
- Лазар Ковачевић, ваздушна пушка појединачно, мешовито
- Миленко Себић, ваздушна пушка појединачно, мешовито
- Дамир Микец, ваздушни пиштољ појединачно, мешовито

### Жене
- Андреа Арсовић, ваздушна пушка појединачно, мешовито
- Теодора Вукојевић, ваздушна пушка појединачно, мешовито
- Зорана Аруновић, ваздушни пиштољ појединачно, мешовито

## Теквондо

### Мушкарци
- Новак Станић, до 68 кг
- Стефан Таков, до 80 кг

### Жене
- Вања Станковић, до 49 кг
- Александра Радмиловић, до 57 кг
- Александра Перишић, до 67 кг
- Надица Божанић, преко 67 кг

## Џудо

### Мушкарци
- Страхиња Бунчић, до 66 кг
- Дарко Брашњовић, до 90 кг
- Александар Кукољ, до 100 кг

### Жене
- Милица Николић, до 48 кг
- Надежда Петровић, до 52 кг
- Марица Перишић, до 57 кг
- Милица Жабић, преко 78 кг